# Leisure Suit Larry in the Land of the Lounge Lizards
Leisure Suit Larry in the Land of the Lounge Lizards es un juego de aventura gráfica, el primero de la saga Leisure Suit Larry. Fue editado por Sierra Online en 1987, utilizando el parser AGI. En 1991 se editó una nueva versión, que mantiene la historia original pero está basado en el parser SCI, utiliza VGA de 256 colores y acciones mediante iconos.

## Historia
La historia involucra a Larry Laffer, que a sus 38 años comienza a buscar el amor y nuevas experiencias en la ciudad ficticia de "Lost Wages". Sin contar a los personajes accesorios, Larry se relaciona con una prostituta (que no satisface su necesidad de amor sino solamente su lujuria); Fawn, una mujer materialista que se casa con él para quitarle su dinero; Faith, que ya tiene a otro novio; y finalmente a Eve que es a quien Larry ama al final del juego (aunque no de la saga).
La ciudad posee diversos escenarios: el "Lefty's Bar" donde comienza el juego, un almacén, una discoteca, un casino y una iglesia para bodas rápidas. Normalmente es necesario llamar a un taxi para ir de unos sitios a otros: sólo están adjuntos el almacén y la discoteca, y el casino y la iglesia. Si se avanza más se entra a callejones oscuros donde un asesino mata a Larry a menos que salga deprisa, y si se intenta cruzar la calle se es atropellado por un auto; ambas situaciones que hacen perder el juego.

## Interfaz
En la versión original, se utilizó el parser AGI, que era el parser que utilizaba Sierra en todas sus aventuras gráficas en esa fecha. No tenía soporte para ratón ni tarjeta de sonido, y su máxima resolución era 160x200 a 16 colores. El personaje se movía con los cursores del teclado, y las acciones debían ser tecleadas en una línea de comando.
La segunda versión utilizó el parser SCI en su versión 1, que permitía una resolución 320x200 a 256 colores, movimiento del personaje por ratón y acciones con iconos en una barra desplegable superior o seleccionando la misma con el propio puntero del ratón y el botón izquierdo del mismo.

## Secuela
El juego es continuado por Leisure Suit Larry Goes Looking for Love (in Several Wrong Places).